# Rzeczy
Rzeczy (fr. Les Choses. Une histoire des années soixante ) – debiutancka powieść francuskiego pisarza Georges'a Pereca z 1965 roku, za którą otrzymał w tym samym roku Nagrodę Renaudot.

## Treść
Pisarz opowiada historię dwojga młodych ludzi, rozgrywającą się w latach 60. XX wieku – Sylwii (22 lata) i Jerôme'a (24 lata), mieszkających w Paryżu, z wykształcenia psychosocjologów, zajmujących się przeprowadzaniem ankiet. Pochodząc z niezbyt bogatych domów, marzą o zdobyciu bogactwa, a wraz z nim prestiżu i wysokiej pozycji społecznej. W swojej wyobraźni stworzyli już idealny dom, zaplanowali jego umeblowanie i sposób, w jaki będą prowadzić swoje przyszłe życie. Jednak oboje nie robią nic, by zrealizować swoje marzenie; sparaliżowani przez ogrom swoich pragnień, czekają na cud.
W ich życiu nie ma głębszych wartości. Dążą oni jedynie do zaspokajania własnych potrzeb i jak najlepszego korzystania z wolności; nie mają żadnych zainteresowań ani pasji z wyjątkiem kina. Nie rozumieją zaangażowania swoich znajomych w kwestię wojny algierskiej i pozostają obojętni. Cenią sobie jedynie leniwe życie bez pośpiechu, spacery, długie posiłki i spotkania z przyjaciółmi.
Zdesperowani wyjeżdżają do Tunezji, ale po początkowym zachwycie spowodowanym odmianą w życiu, popadają w stan odrętwienia, bierności i zobojętnienia. Gdy wracają po pewnym czasie do Paryża, decydują się na krok, przed którym dotychczas uciekali – podejmują stałą pracę. W tym celu wyjeżdżają do Bordeaux. Wydaje się więc, że zdobyli to, czego tak długo pragnęli – nareszcie zarabiają wystarczająco dobrze, by móc pozwolić sobie na życie w luksusie. Wsiadając do pociągu, rozkoszują się możliwością podróży w pierwszej klasie. Gdy dostają obiad na firmowej zastawie, oczekują wspaniałej uczty. Jedzenie jednak okazuje się zupełnie bez smaku.

## Wymowa dzieła
W powieści tej Perec krytykuje materialistyczne podejście do życia oraz chęć spełniania wszystkich pragnień i zachcianek. Główni bohaterowie są typowymi przedstawicielami swojego pokolenia, które odrzucając głębsze wartości, koncentruje się przede wszystkim na chęci szybkiego wzbogacenia się i zdobycia określonych dóbr materialnych. Tytułowe rzeczy stają się najważniejsze w płytkim i egoistycznym życiu młodych ludzi. Świat luksusu, do którego tak długo dążyli, nie okazuje się tak idealny, jak sądzili – już w pociągu przekonują się, że drogie posiłki nie są wcale smaczne